# Lundakarnevalen 2002
Lundakarnevalen 2002 - "Idealkarnevalen" - gick av stapeln den 17-19 maj 2002.
Temat kom att prägla karnevalen inte minst genom karnevalens stora nöjen. En film om svikna ideal spelades och fick namnet Vaktmästaren och professorn. Filmens lika enkla som geniala synopsis bygger på en känd snapsvisa "Om vaktmästaren och professorn dom skulle byta lönegrad, då blev professorn ganska ledsen men vaktmästaren blev glad" Att visan ska sjungas på melodin "Internationalen" gör den inte mindre passande då handlingen utspelar sig under studentrevoltens år 1968. 
Karnevalskommittén bestod av:
- Mats Nilsson (Karnevalsgeneral)
- Anna Pilkrona Godden (Information)
- Anders Nilsson (Ekonomichef)
- Jesper Tunér (Joker)
- Christina Bjerke (tidigare Ljung) (Festmästeri Säk)
- Jonas Stéen (Festmästeri Käk)
- Ted Boman (Tåg)
- Gudrun Drewsen (Tält och Smånöje)
- David Håkansson (Tidning, råd)
- Christian Godden (Råd)
- Ola Bergstrand (Revy)
- Erik Björk (Press)
- Eva Lindqvist (Område)
- Elisabet Nilsson (tidigare Petersson) (Biljett)